# Feodora zu Leiningen

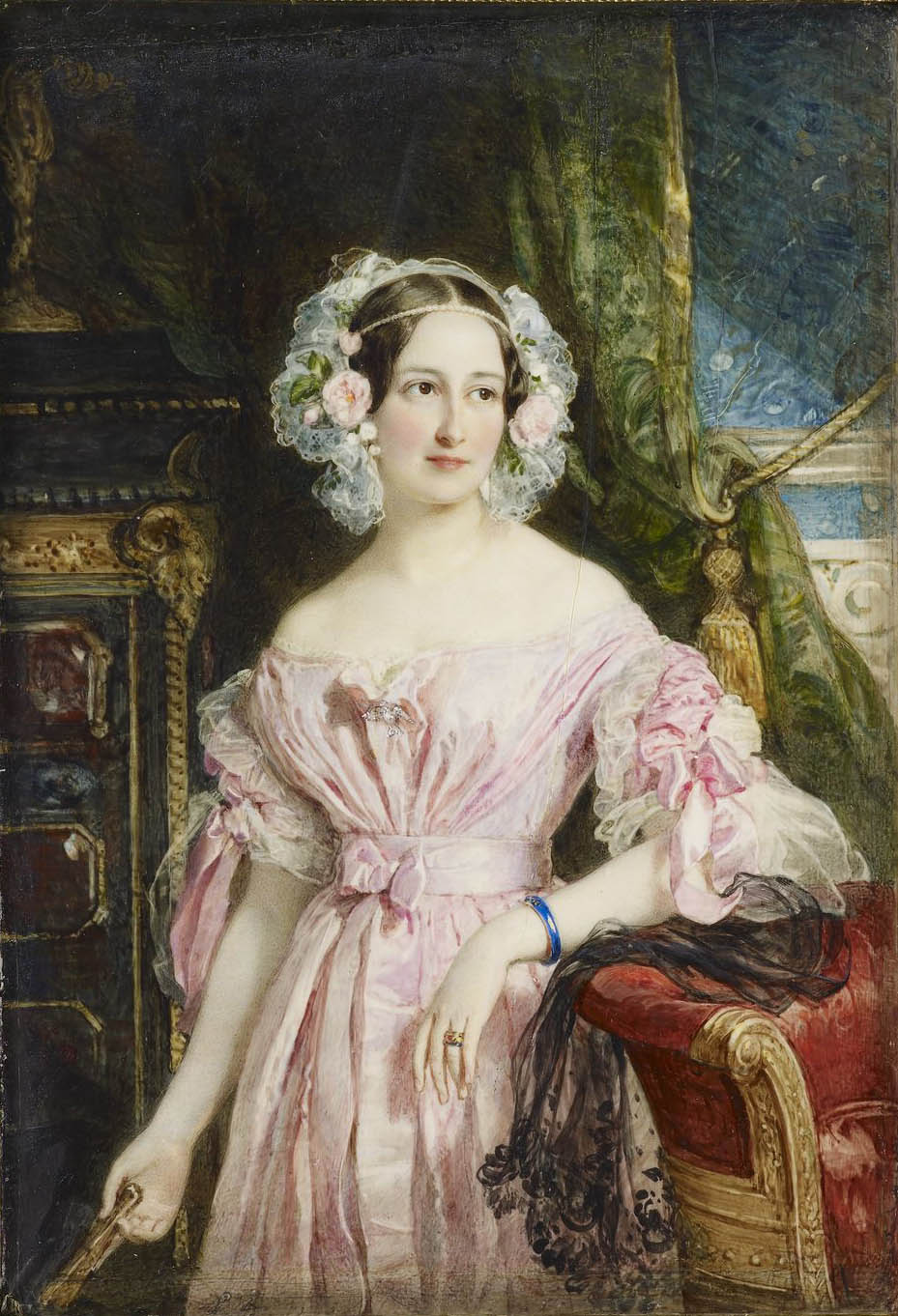
Feodora zu Leiningen

Die Ansicht des Grabes in Baden-Baden

Prinzessin Feodora zu Leiningen, vollständiger Name Prinzessin Anna Feodora Auguste Charlotte Wilhelmine zu Leiningen (* 7. Dezember 1807 in Amorbach; † 23. September 1872 in Baden-Baden), durch Heirat Fürstin zu Hohenlohe-Langenburg, war die Halbschwester der britischen Königin Victoria sowie Nichte des ersten belgischen Königs Leopold I.

## Biografie
Feodora war die einzige Tochter von Fürst Emich Carl zu Leiningen (1763–1814) und seiner zweiten Frau Prinzessin Victoire von Sachsen-Coburg-Saalfeld (1786–1861), Tochter des Herzogs Franz von Sachsen-Coburg-Saalfeld. Zusammen mit ihrem drei Jahre älteren Bruder und späteren Fürst Karl zu Leiningen (1804–1856) wuchs sie in Amorbach auf.
Nach dem Tod ihres Vaters heiratete ihre Mutter 1818 Eduard August, Herzog von Kent und Strathearn (1767–1820), den vierten Sohn von König Georg III. von Großbritannien. Aus dieser zweiten Ehe entstammte als einziges Kind Alexandrina Victoria, die spätere Königin von Großbritannien und Irland und Kaiserin von Indien.
Im Herbst 1819 zog die Familie in ein Cottage in Sidmouth. Nach dem frühen Tod ihres Stiefvaters zogen sie mit Hilfe von dessen Schwester Prinzessin Augusta Sophia im Januar 1820 wieder in den Kensington Palace ein. Feodora bekam eine schulische Ausbildung durch Privatlehrer und lernte auf Wunsch des Königs auch das Reiten.

## Heirat und Nachkommen
Am 18. Februar 1828 heiratete Prinzessin Feodora zu Leiningen im Kensington Palace Fürst Ernst I. zu Hohenlohe-Langenburg (1794–1860), den ältesten Sohn von Fürst Karl Ludwig und Gräfin Amalie Henriette zu Solms-Baruth. Aus der Ehe gingen sechs Kinder hervor:
- Karl Ludwig Wilhelm Leopold (1829–1907) ⚭ 1861 (Ehe zur linken Hand) Marie Grathwohl (1837–1901), Freifrau von Bronn (1890)
- Elise Adelheid Victorie (1830–1851), unverheiratet
- Hermann Ernst Franz Bernhard (1832–1913) ⚭ 1862 Prinzessin Leopoldine von Baden (1837–1903)
- Viktor Ferdinand Franz (1833–1891) ⚭ 1861 (Ehe zur linken Hand) Lady Laura Wilhelmina Seymour, Gräfin von Gleichen (1861)
- Adelheid Victoria Amalie Louise Maria Konstanze (1835–1900) ⚭ 1856 Herzog Friedrich VIII. von Schleswig-Holstein
- Feodora Victoria Adelheid (1839–1872) ⚭ 1858 Herzog Georg II. von Sachsen-Meiningen (1826–1914)

## Fürstin zu Hohenlohe-Langenburg

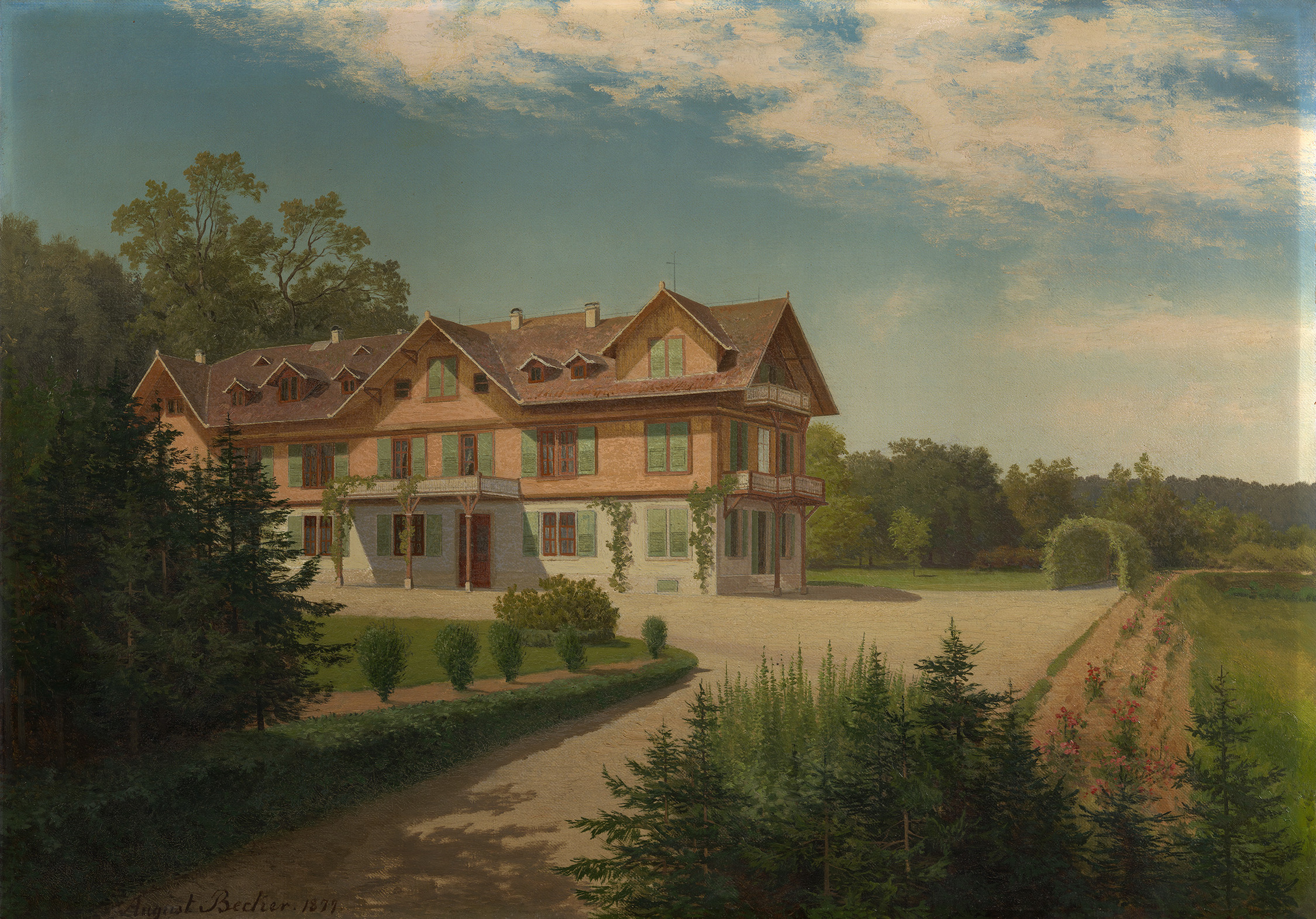
Villa Hohenlohe, Ansicht, gemalt von August Becker, 1877, Royal Collection

Ihr politisch engagierter Gatte war häufig in Stuttgart anwesend, so bezog die Fürstenfamilie dort ein zweites Wohndomizil neben Langenburg. Sie beteiligte sich am gesellschaftlichen Leben in England, wo sie ihre zahlreichen Verwandten besuchte. Fürstin Feodora war überall für ihre eigenständige Denkweise und durch ihre religiös inspirierte Mildtätigkeit bekannt. Am 18. Februar 1830 gründete sie zusammen mit ihrem Mann die Kinderrettungsanstalt zugunsten verlassener und armer Kinder. Anlässlich ihrer Silbernen Hochzeit 1853 gründete sie die Armenbewahranstalt für Kinder und Kranke.
Nach dem Tod ihres Gatten siedelte die Witwe nach Baden-Baden über und zog dort in die so genannte Villa Hohenlohe am Michaelsberg, wo sie mehrmals von ihrer Schwester besucht wurde. Dort starb Fürstin Feodora am 23. September 1872 nach schwerer Krankheit. Sie wurde auf dem Hauptfriedhof Baden-Baden beigesetzt.

## Galerie

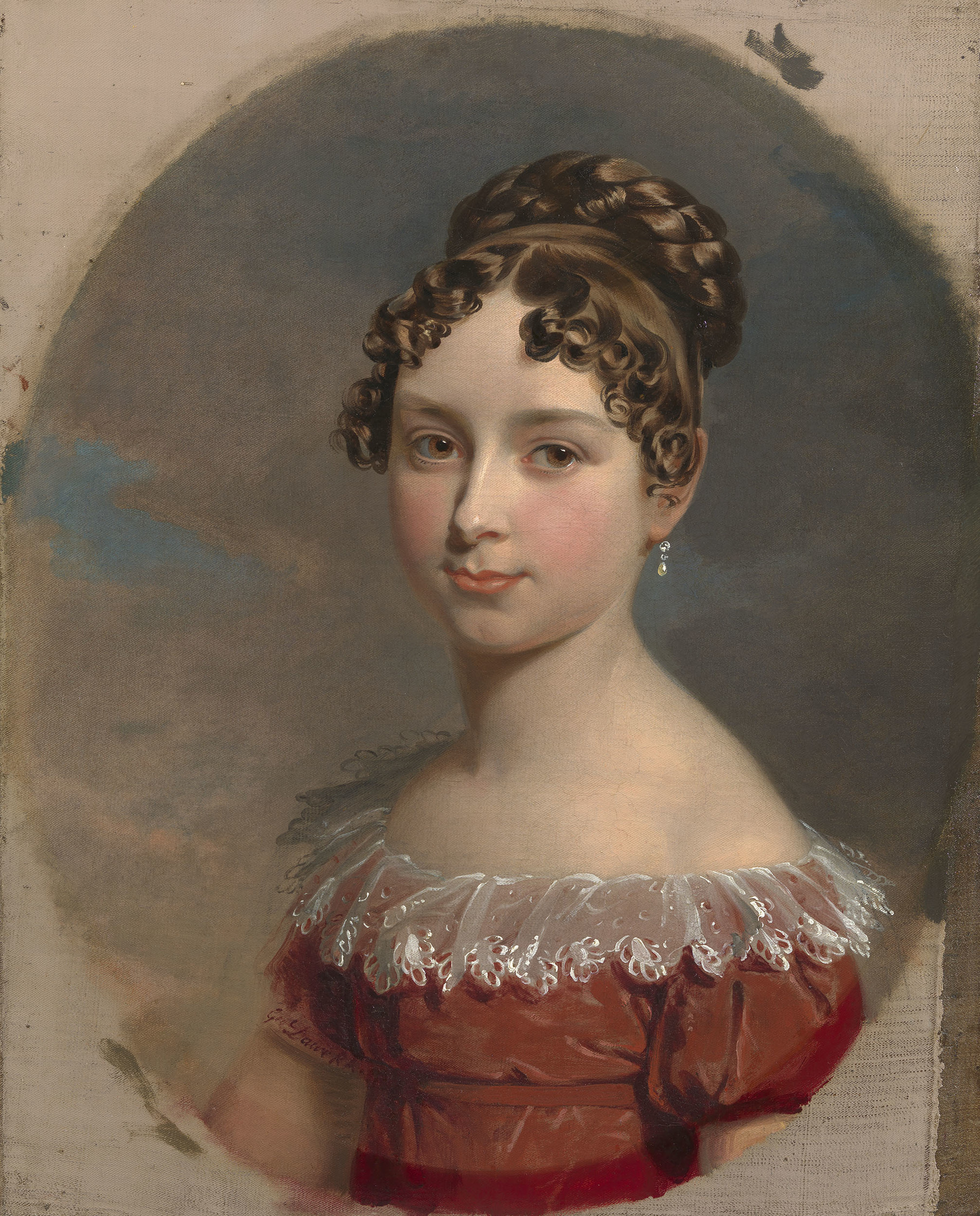
Prinzessin Feodora, Gemälde von George Dawe (1818)
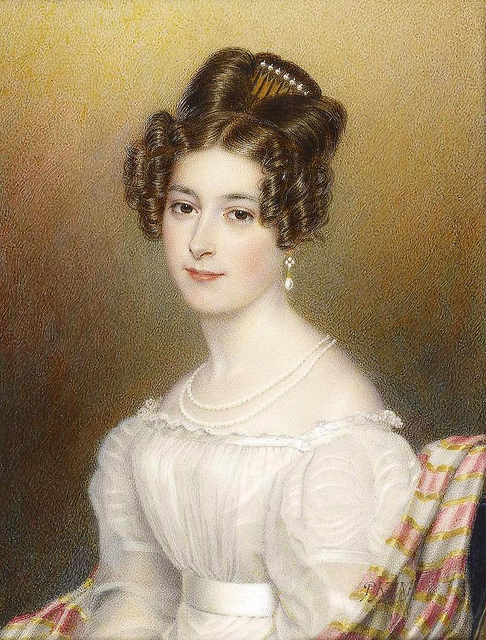
Feodora zu Leiningen (circa 1828)
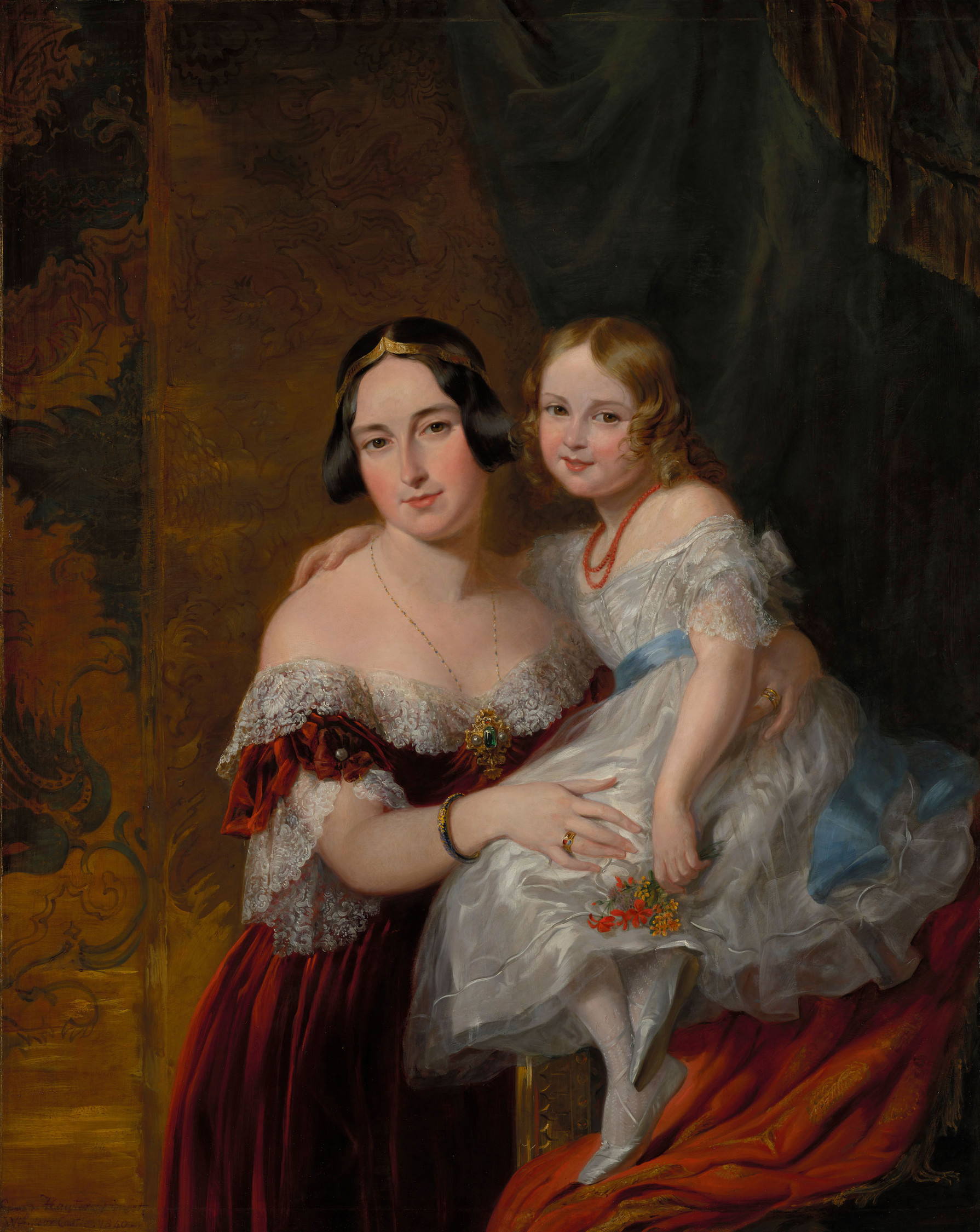
Feodora, Fürstin zu Hohenlohe-Langenburg mit ihrer Tochter Adelheid, Gemälde von Sir George Hayter (1840)
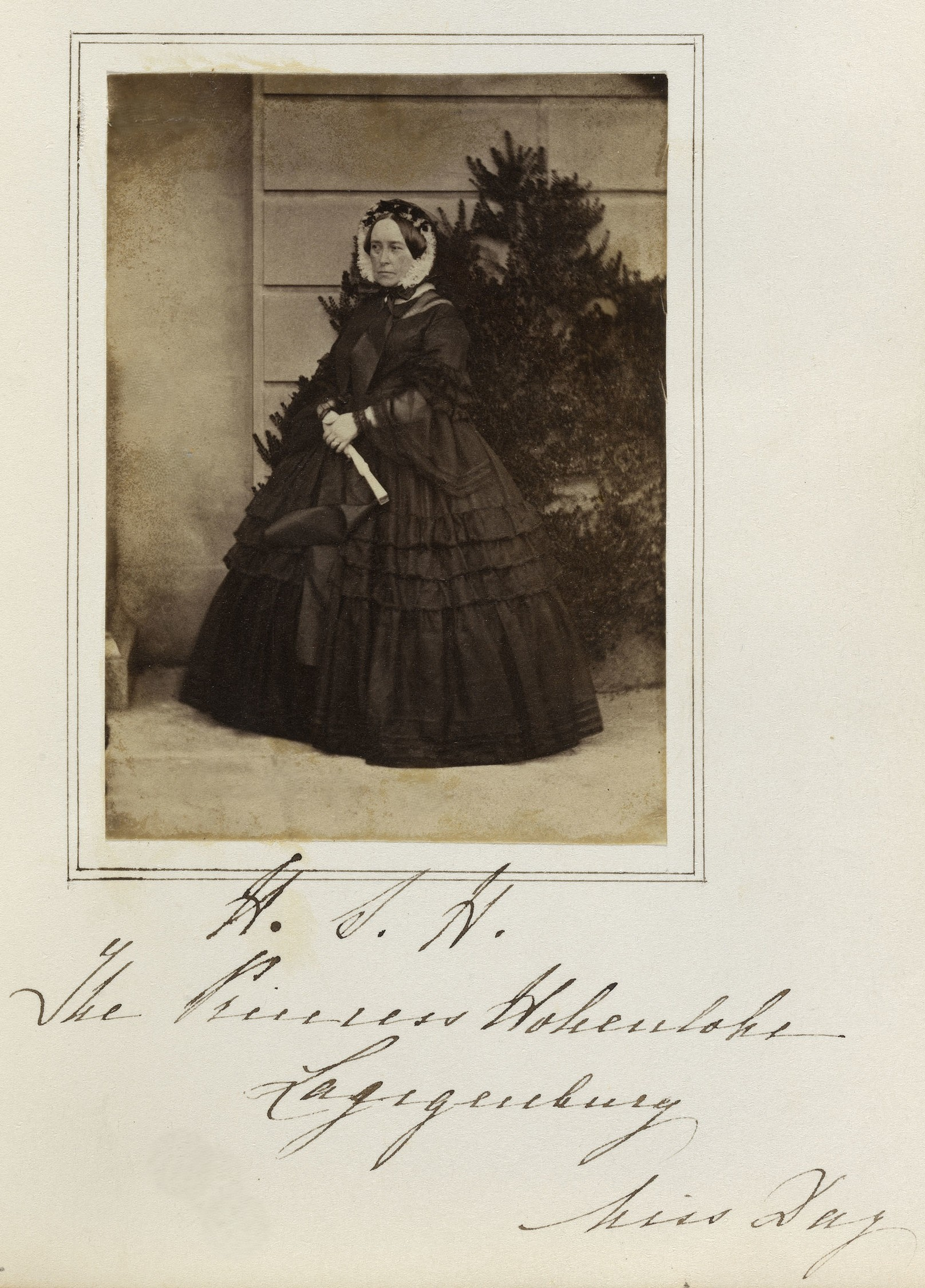
Feodora, Fürstin zu Hohenlohe-Langenburg (circa 1859)
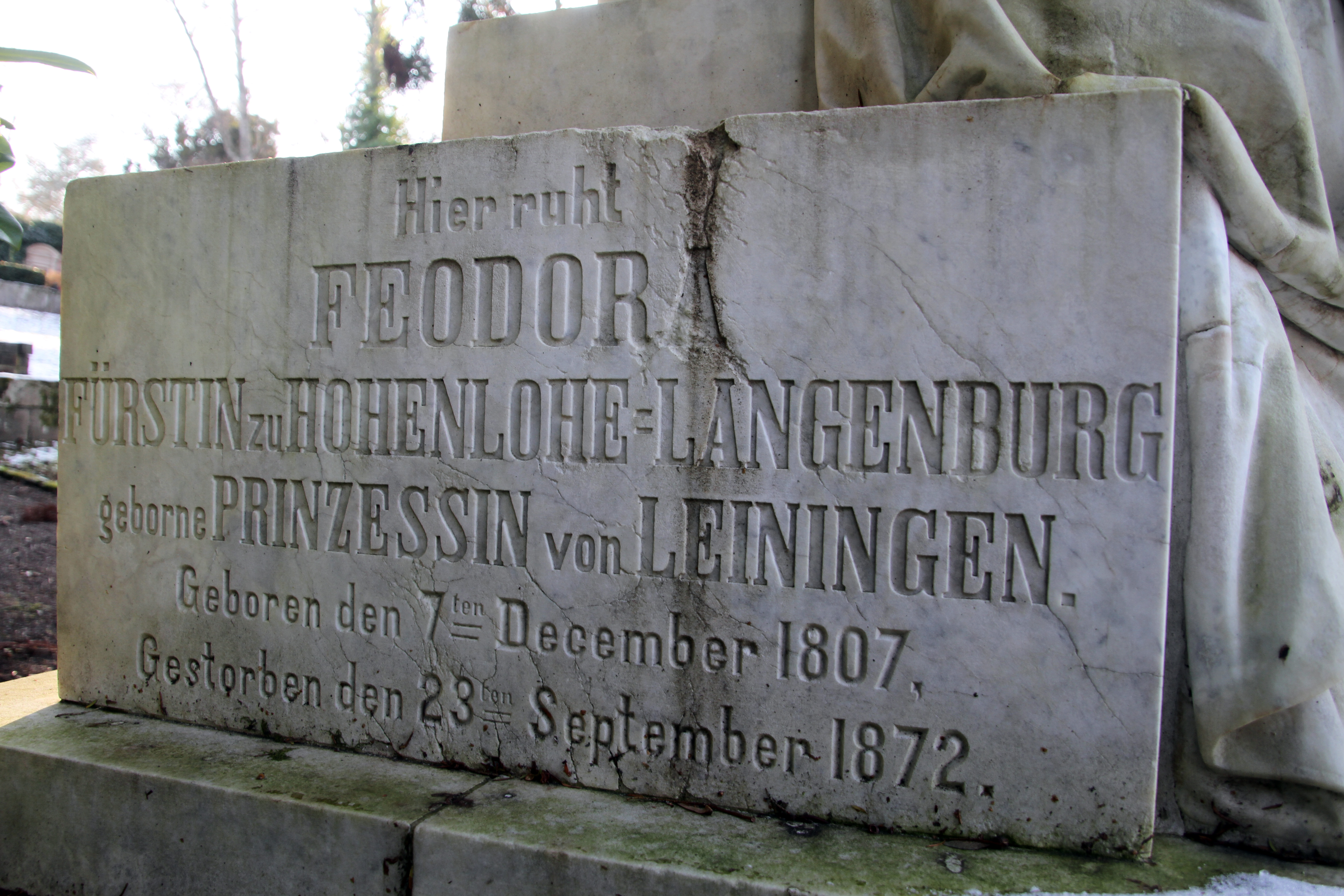
Sockelinschrift mit vollständigem Namen
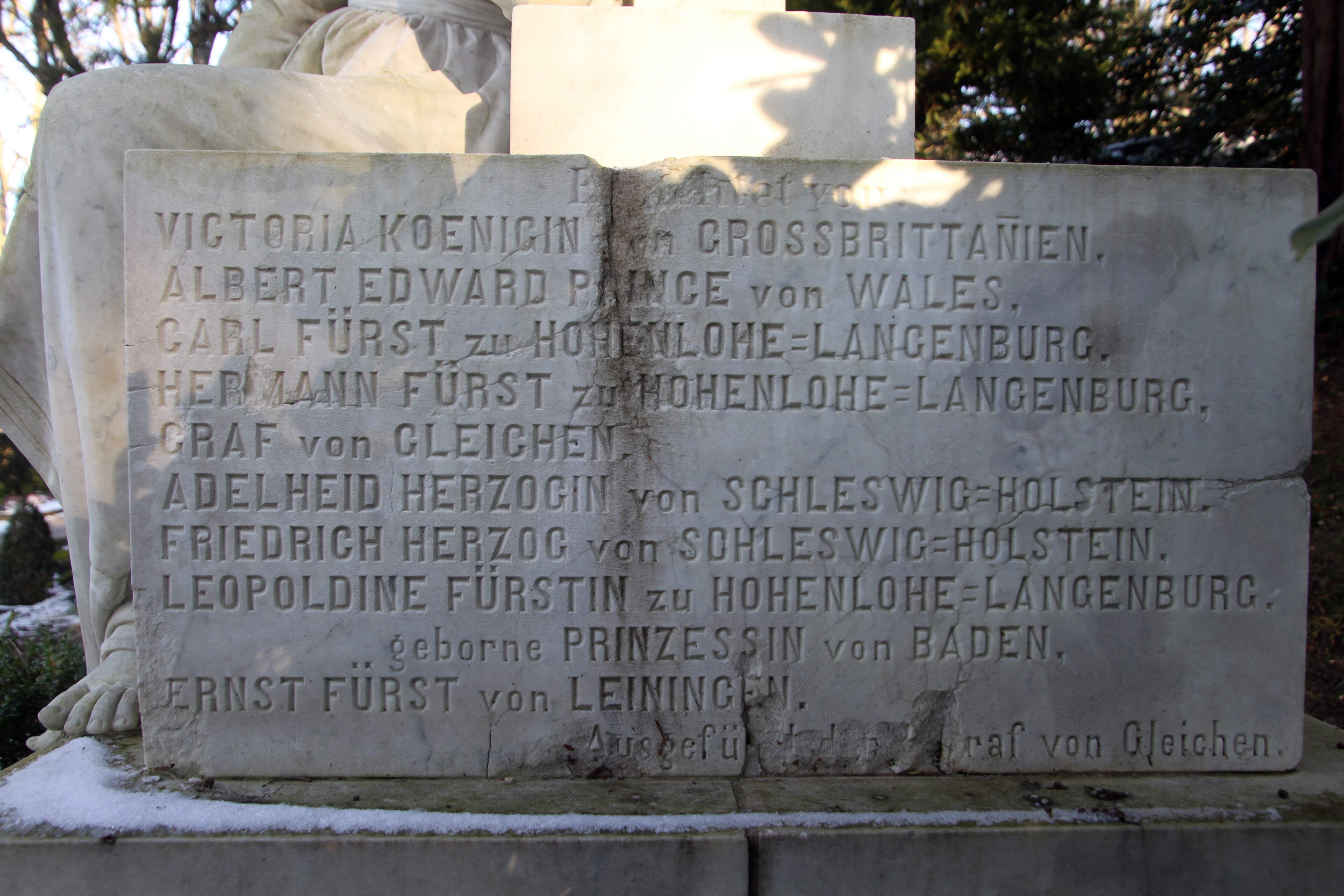
Sockelinschrift mit Namen der Stifter
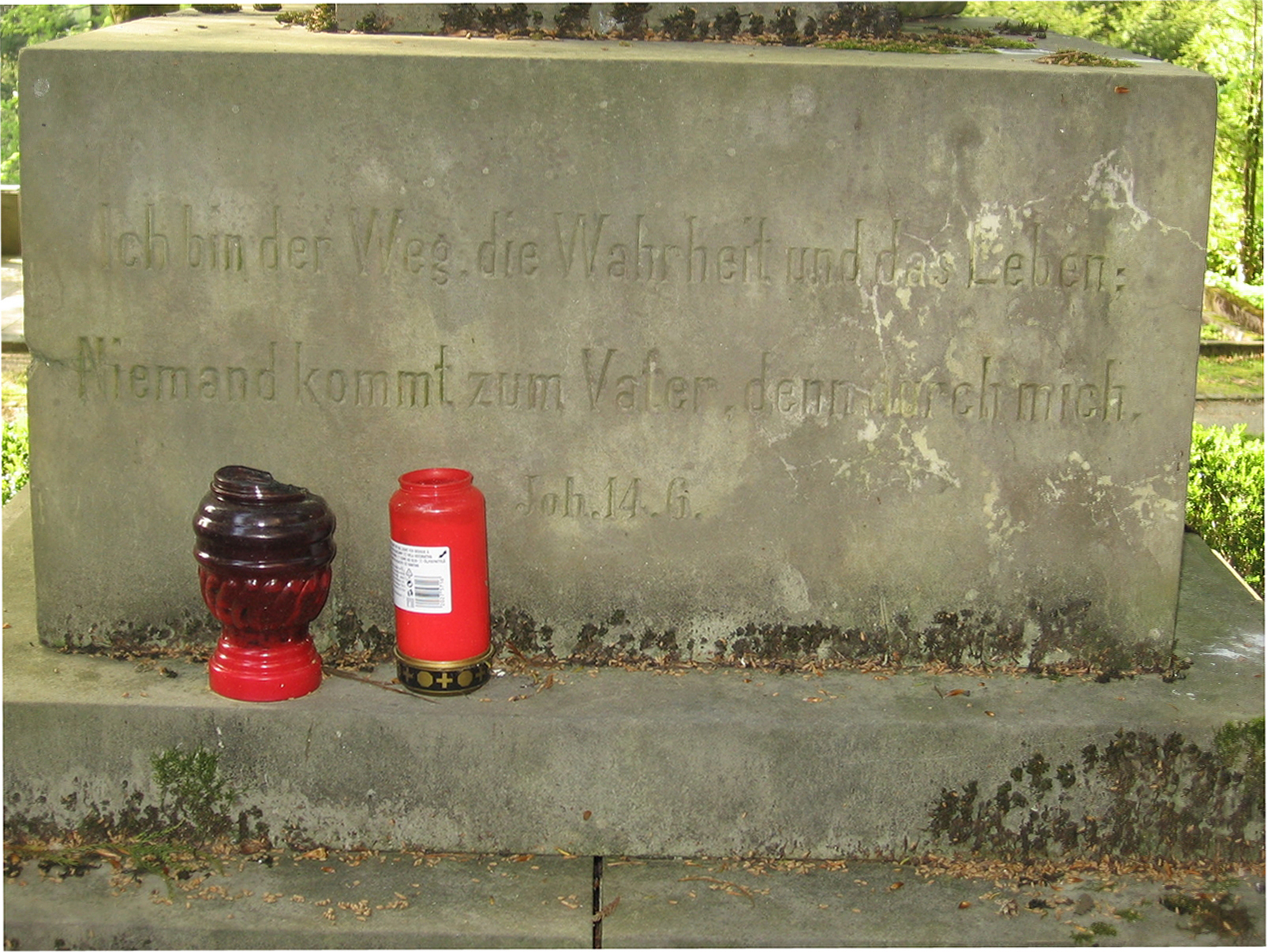
Sockelinschrift des Grabes

## Trivia
- 1843 schrieb Fürstin Feodora an ihre Schwester Königin Victoria: «Wenn ich auf diese Jahre zurückblicke, die die glücklichsten meines Lebens hätte sein müssen, von 14 bis 20, dann muss ich mich selbst bemitleiden … Von allem Umgang abgeschnitten, nicht ein einziger fröhlicher Gedanke in unserer traurigen Lage, das war hart. Meine einzige schöne Zeit war es, wenn ich mit Dir und Baronin Luise Lehzen ausgehen oder ausfahren konnte … Mir blieben ja einige Jahre der Gefangenschaft erspart, die Du, arme liebe Schwester, noch ausstehen mußtest, nachdem ich verheiratet war.»[1]

- Wie es hieß, fand König Georg IV. von Großbritannien mehr Gefallen an Victorias Halbschwester Feodora. Mit ihren 19 Jahren erinnerte sie ihn an seine eigene Tochter Prinzessin Charlotte Augusta, die im ungefähr gleichen Alter geheiratet hatte.[2]

- Feodora heiratete, um dem Kerker von Kensington zu entgehen: «Ich hätte – ich weiß nicht wen genommen, um von dort wegzukommen.»[3]

- Feodoras Enkelin, Prinzessin Auguste Viktoria von Schleswig-Holstein-Sonderburg-Augustenburg (1858–1921), war die letzte Deutsche Kaiserin und Königin von Preußen.